# Bibliothekar-Lehrinstitut des Landes Nordrhein-Westfalen
Das Bibliothekar-Lehrinstitut des Landes Nordrhein-Westfalen in Köln war eine Ausbildungsstätte für Bibliothekarinnen und Bibliothekare und bestand von 1949 bis 1981.

## Geschichte
Das Bibliothekar-Lehrinstitut des Landes Nordrhein-Westfalen (BLI) wurde am 4. Februar 1949 in Köln gegründet. Dort bestand bereits von 1946 bis 1949 die Westdeutsche Büchereischule. Am BLI erfolgte die Ausbildung des bibliothekarischen Personals der Öffentlichen Bibliotheken, die Ausbildung für den gehobenen Dienst und höheren Dienst an wissenschaftlichen Bibliotheken. Für den letztgenannten Bereich handelte es sich um das zweite (theoretische) Ausbildungsjahr der Bibliotheksreferendare. Für den höheren Bibliotheksdienst war das BLI neben der Bayerischen Bibliotheksschule in München bis 1964 die einzige Ausbildungsstätte. Von 1964 bis 1977 gab es vorübergehend auch eine Ausbildungsmöglichkeit bei der Staats- und Universitätsbibliothek Hamburg, von 1967 bis 2002 gab es außerdem die Bibliotheksschule in Frankfurt.
Im Jahre 1981/82 wurde das BLI in die Fachhochschule für Bibliotheks- und Dokumentationswesen (FHBD) umgewandelt. 1995 wurde sie dann als Fachbereich in die heutige Technische Hochschule Köln integriert. Die Ausbildung für den höheren Bibliotheksdienst im Beamtenverhältnis in Köln endete 2002. Seither gibt es hierfür nur noch die heutige Bibliotheksakademie Bayern. Sie ist eine Abteilung der Bayerischen Staatsbibliothek.
Von 1949 bis 2002 haben 1347 Bibliotheksreferendarinnen und -referendare ihre Laufbahnprüfung am BLI und dessen Nachfolgeeinrichtung abgelegt.
Erster nebenamtlicher Leiter des BLI war der Direktor der Universitäts- und Stadtbibliothek Köln, Hermann Corsten. Ihm folgte 1960 Werner Krieg, der das BLI von 1971 bis 1975 im Hauptamt leitete. 1975 übernahm Paul Kaegbein, der den neu geschaffenen Lehrstuhl für Bibliothekswissenschaft an der Universität Köln übernommen hatte, die nebenamtliche Leitung des BLI bis zu ihrer Umwandlung in eine Fachhochschule.
Neben hauptamtlichen Dozenten verfügte das BLI über zahlreiche Lehrbeauftragte.

## Veröffentlichungen
- Arbeiten aus dem Bibliothekar-Lehrinstitut des Landes Nordrhein-Westfalen, Bd. 1 (1953) – Bd. 53 (1981).
- Bibliographische Hefte, Bd. 1 (1957) – Bd. 8 (1980).
- Kölner Arbeiten zum Bibliotheks- und Dokumentationswesen, Bd. 1 (1981) – Bd. 27 (2002).
- Rudolf Jung/Ingeborg Konze: Sechzig Jahre bibliothekarische Ausbildung in Köln. Eine Bibliographie. Greven, Köln 1989, ISBN 3-7743-0567-6.
- Ingeborg Konze: Verzeichnis der Kölner Hausarbeiten für die Laufbahnprüfung des höheren Bibliotheksdienstes am Bibliothekar-Lehrinstitut des Landes Nordrhein-Westfalen, Fachhochschule für Bibliotheks- und Dokumentationswesen in Köln 1949–1986. Greven, Köln 1988, ISBN 3-7743-0564-1.